# Julia Goldsworthy
Julia Anne Goldsworthy  (1978. szeptember 10. –) brit politikus. Falmouth és Camborne választókerület volt liberális demokrata képviselője. 

## Fiatalkora
Julia Goldsworthy Camborne-ben, Cornwallban született, édesanyja helyi tanár volt. A helyi Szent Meriasek Általános Iskolában Camborne-ban a Cranfield Roadon tanult, míg ösztöndíjat nem nyert a Truro Schoolba. Történelem szakos főiskolai diplomáját Cambridge-ben a Fitzwilliam College-ben szerezte meg. Egy évet Japánban, a Fukuoka prefektúrában a Dazaifu Egyetemen töltött. Itt közgazdaságtant hallgatott, majd Londonban a Birbeck University of Londonon posztgraduális diplomát szerzett.
2003-ban egy évig a liberális demokratákat képviselő Truro és St. Austell küldöttjének, Matthew Taylornak a kutatója volt. 2004-ben Carrick tanácsa kinevezte a fiatalításért felelős biztosnak, és megválasztásáig itt dolgozott.

## Parlamenti pályafutása
A 2005-ös választásokon Falmouth és Camborne választókerületének parlamenti képviselőjévé választották, ahol a liberális demokrata Candy Athertont váltotta. Goldsworthy 1886 szavazatnyi előnnyel nyerte el a helyet, és így Anglia legfiatalabb képviselője lett. Szűzbeszédét 2005. május 19-én tartotta.  Megválasztása azt jelentette, hogy 1921 óta először Cornwall összes képviselői helyét liberális demokrata politikus tölti be a parlamentben. David Penhaligon korni képviselőt tekinti példaképének.
A parlamentben Charles Kennedy 2005-ben az Egészségügyi Minisztérium szóvivőjévé nevezte ki. Posztján 2006-ban támogatta az új vezető, Menzies Campbell, is, majd  Vincent Cable helyettese lett a Pénzügyminisztériumban csoportjában, és 2005-től 2006 közepéig a közigazgatással foglalkozó választott bizottság tagja volt. A pártközi evezős csapat irányítója. (Nagyon kedveli a korni kormányos giget, és a katari nemzeti válogatott irányítójának a helyettese.

## The Games
Julia Goldsworthy versenyzett a Channel 4 The Games című szórakoztató műsorának 2005-ös sorozatában, ahol második helyezett lett. A korni légimentőknek gyűjtött pénzt. A következő sportágakban vett részt: 
- úszás
- akadályfutás
- kalapácsvetés
- síkfutás
- kajakszlalom
- kerékpározás
- íjászat
- gimnasztika.

Ellenfelei Amanda Lamb, Javine Hylton, Michelle Gayle és Bernadette Nolan voltak.

## Korni petíció a Facebookkal kapcsolatban
2008. május 14-én Julia Goldsworthy egy keresettel fordult a House of Commonshoz, melyben több ezer cornwalli lakos azon igényének adott hangot, hogy a Facebook ismeretségi hálózaton Cornwall is legyen elismert hálózati régió. Cornwall több mint 500 000-es lakossága ellenére a legközelebbi, a hálózatban megtalálható hely a devoni Plymouth. 14 500 ember tagja a hálózatnak, közülük több százan adták nevüket ahhoz a petícióhoz, melyet be akarnak nyújtani a parlamenthez. Több olyan vélemény van, mely szerint a cornwalli kezdeményezésnek és önazonosság-tudatnak nagyobb területre is hatása lesz. A petícióban a következő olvasható: "A Facebookon Cornwallnak szüksége lenne egy külön hálózati régióra. Cornwallnak vannak a világon az egyik legrégebb óta változatlan természetes határai, külön nyelvvel és zászlaja van, lakossága pedig 500 000 fő. Ezek után reméljük, a Facebook tulajdonosai mindezt felismerik, és létrehoznak egy Cornwalli Hálózati régiót."

## Külső hivatkozások
- Julia Goldsworthy hivatalos honlapja
- Julia Goldsworthy jellemzése a liberális demokratáknál
- Falmouth és Camborne Liberális Demokraták
- Guardian Unlimited Politics - Ask Aristotle: Julia Goldsworthy MP
- TheyWorkForYou.com - Julia Goldsworthy MP
- The Public Whip - Julia Goldsworthy választási eredmények
- BBC politikai oldala Archiválva 2007. október 21-i dátummal az Archive.is-en

### Újságcikkek
- 2006. március Guardian cikk
- Találkozás a képviselővel 2005 júniusában